# بريان كارول
بريان كارول (بالإنجليزية: Brian Carroll)‏ (20 يوليو 1981 في الولايات المتحدة - ) هو لاعب كرة قدم أمريكي في مركز الوسط. شارك مع منتخب الولايات المتحدة تحت 20 سنة لكرة القدم ومنتخب الولايات المتحدة لكرة القدم. أما مع النوادي، فقد لعب مع دي.سي. يونايتد وسان خوسيه إيرثكويكس وفيلادلفيا يونيون وكولومبوس كرو وريتشموند كيكرز.

## مسيرته الكروية
لعب بريان كارول خلال مسيرته الاحترافية مع 5 أندية في ستة عشر موسمًا وسجل خلالها 9 أهداف ضمن 380 مباراة. ولم يفز بأي موسم بالكأس وفاز في موسمين بالدوري.
خاض بريان كارول مسيرته مع نادي ريتشموند كيكرز ما بين عامي 2003 و2004 لمدة موسم واحد، مشاركًا في 8 مباريات ولم يسجل أي هدف. ثم انتقل إلى نادي دي.سي. يونايتد في موسم 2004 ليلعب معه أربعة مواسم، حيث شارك في 120 مباراة سجل خلالها هدفين. لينتقل بعدها إلى نادي كولومبوس كرو في موسم 2008 واستمر معه طيلة ثلاثة مواسم، مشاركًا في 84 مباراة سجل خلالها هدفين أيضًا. ثم انتقل إلى نادي فيلادلفيا يونيون في موسم 2011 ليلعب معه سبعة مواسم، مشاركًا في 166 مباراة سجل خلالها 5 أهداف.

## وصلات خارجية
- بريان كارول على موقع الاتحاد الدولي (مؤرشف)  (الإنجليزية)
- بريان كارول على موقع الدوري الأمريكي (الإنجليزية)
- بريان كارول على موقع قاعدة بيانات كرة القدم.إي يو (الإنجليزية)
- بريان كارول على موقع ناشيونال فوتبول تيمز (الإنجليزية)
- بريان كارول على موقع AS.com (الإسبانية)